# XCMG

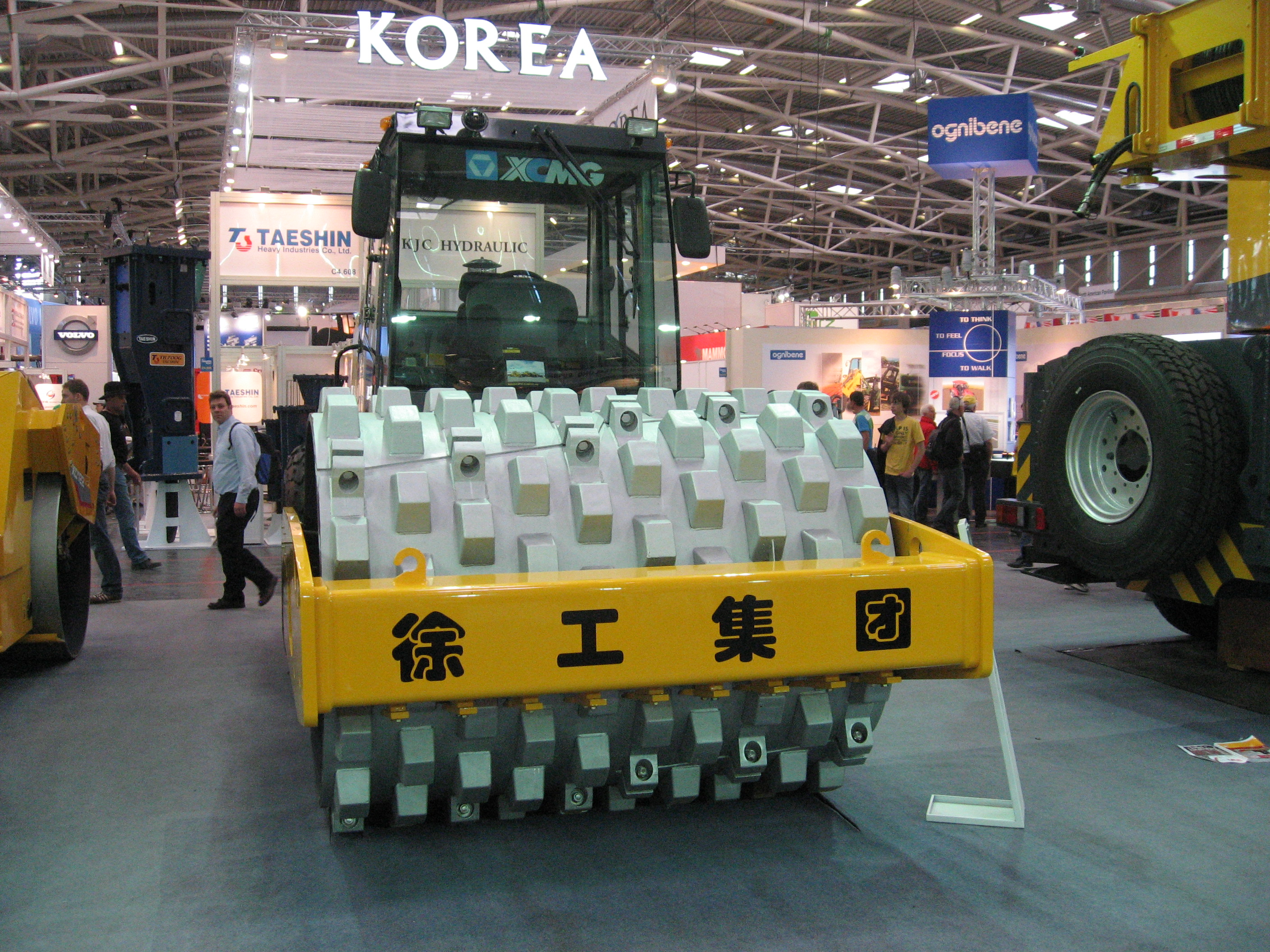
Un engin de XCMG au Bauma 2010.

XCMG (Xuzhou Construction Machinery Group) est un fabricant chinois d'engins de chantier. Cette société a été fondée en mars 1943.
L'entreprise est basée à Xuzhou, dans le Jiangsu, et est cotée à la bourse de Shenzhen (SZSE : 000425).
XCMG est, en 2019, le 6e constructeur mondial d'engins de chantier, avec 8,9 milliards de dollars de CA, et une part de marché de 4,9 %.
Elle est dirigée par Wang Min (PDG).

## Produits
Liste non exhaustive
- Pelle mécanique hydraulique
- Chargeur sur pneus
- Grue mobile
- Rouleau compresseur
- Niveleuse